# Fratelli della carità di Gent
I fratelli della Carità di Gand (in latino Fratres a Caritate, in francese Frères de la Charité de Gand) sono un istituto religioso maschile di diritto pontificio: i membri di questa congregazione laicale pospongono al loro nome la sigla F.C.

## Storia
La congregazione venne fondata dal sacerdote belga Pierre-Joseph Triest (1760 - 1836), canonico di San Bavone a Gand. Membro della commissione per gli ospizi civili della sua città, al fine di salvare dalla chiusura una casa di riposo per anziani, ebbe l'idea di affidarne la cura a una comunità religiosa: i primi tre candidati si presentarono a Triest il 28 dicembre 1807 dando inizio al nuovo istituto, detto in origine dei fratelli ospedalieri di San Vincenzo de' Paoli.
L'istituto ricevette il pontificio decreto di lode del 10 aprile 1888 e l'approvazione definitiva della Santa Sede il 22 aprile 1899; le sue costituzioni vennero approvate il 23 novembre 1809 e definitivamente il 4 luglio 1899.

## Attività e diffusione
I fratelli della carità si dedicano particolarmente all'assistenza agli anziani, alla cura dei malati psichiatrici e dei disabili ed all'istruzione, soprattutto dei portatori di handicap (ciechi e sordomuti).
Sono presenti in Europa (Belgio, Paesi Bassi, Irlanda, Italia, Regno Unito, Romania, Ucraina), in Asia (Filippine, Giappone, India, Indonesia, Pakistan, Sri Lanka, Vietnam), nelle Americhe (Brasile, Canada, Perù, Stati Uniti d'America), in Africa (Burundi, Costa d'Avorio, Repubblica del Congo, Repubblica Democratica del Congo, Kenya, Ruanda, Sudafrica, Tanzania); la sede generalizia è a Roma.
Al 31 dicembre 2005, la congregazione contava 95 case e 572 religiosi, tutti laici.